# Vazluiivka, Cernivți
Vazluiivka (în ucraineană Вазлуївка) este un sat în comuna Babciînți din raionul Cernivți, regiunea Vinnița, Ucraina.

## Demografie
Componența lingvistică a localității Vazluiivka
     Ucraineană (99,57%)
     Alte limbi (0,43%)
Conform recensământului din 2001, majoritatea populației localității Vazluiivka era vorbitoare de ucraineană (99,57%), existând în minoritate și vorbitori de alte limbi.